# Juan Taulero
Johannes Tauler, O.P., latinizado Taulerus, en español Juan Taulero, denominado Doctor Iluminado, (Estrasburgo, hacia 1300 - Estrasburgo, 16 de junio de 1361) fue un teólogo, predicador y escritor místico alsaciano, discípulo del maestro Eckhart y considerado el fundador de la mística alemana.

## Biografía
Nacido y fallecido en Estrasburgo, formó parte de la orden de los dominicos como el maestro Eckhart del que fue alumno, aunque sus enseñanzas aparecen influidas por sus profundos estudios del neoplatonismo de Proclo y la teología negativa del Pseudo-Dionisio Areopagita.
Sus prédicas se sitúan a la derecha del maestro Eckhart: desarrollan sobre todo el dejamiento y ruegan una ascesis aparentemente austera, pero en el siglo XIV es netamente menos rigurosa y dolorosa que otras. Es él quien como confesor del banquero Rulman Merswin le pedirá que modere su ascesis. Probablemente estudió en Colonia y estuvo un tiempo en Basilea, lejos del conflicto entre el papa y el emperador, en que los dominicos, que habían tomado el partido del papa, fueron expulsados de la ciudad; en Basilea, entre 1339 y 1347 o 1348 vivió en contracto con Heinrich von Nördlingen en pleno centro de la sociedad llamada los "Amigos de Dios"; pero, aparte de estos viajes, pasó toda su vida en Estrasburgo y aconsejó a los "Amigos de Dios" ortodoxos y a algunas místicas beguinas conocidas (Margareta Ebner) que vivían libremente en la pobreza en una comunidad retirada a fin de entregarse a una búsqueda de la voz interior. Fue un famoso predicador y murió en el convento dominico de Saint Nicolas en Undis, donde su propia hermana era religiosa. Es citado entre los reformadores dominicos estraburgueses en el manuscrito Liber reformationis ordinis praedicatorum in Germania, junto al maestro Eckhart; los antecesores del Protestantismo Jan Huss y Wycliff lo citaron siempre como su predecesor.

## Obras

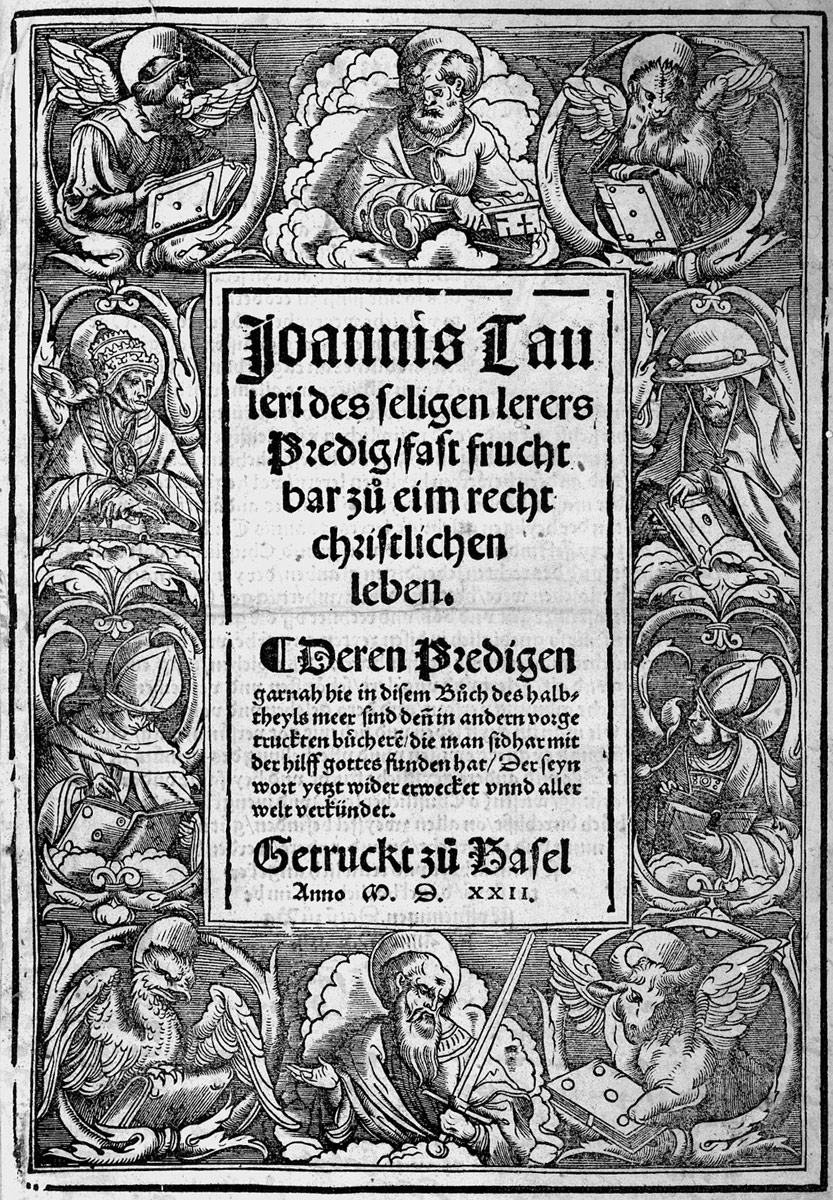
Sermón de Tauler (ed. de 1522, grabado de Hans Holbein).

Solo subsisten de él los siguientes documentos:
1. Un escrito autógrafo destinado a una beguina, donde agradece un regalo y le desea que se porte bien.
2. Sermones dispersos por gran número de manuscritos, redactados en medio altoalemán y destinados a una predicación popular.
3. Su lápida sepulcral, que es a la vez su retrato físico y el resumen de su doctrina espiritual. '

Se le han atribuido otras obras reconocidas pero hoy consideradas apócrifas. No se conocen sean obra de Tauler sino ochenta y cuatro Sermones transcritos de notas de oyentes suyos y publicados parcialmente desde 1498; entre los apócrifos se encuentran: Meditaciones sobre la vida y la pasión del Salvador, Instituciones divinas, Moelle de l'âme y Cartas espirituales, todo en alemán. Sus Obras, numerosas veces impresas en texto alemán, fueron traducidas al latín por Laurentius Surius, Colonia, 1548; las Instituciones divinas se tradujeron al francés por Loménie de Brienne (1665), y fueron insertadas en el Panthéon littéraire, París, 1835.
Martín Lutero empezó a leer sus prédicas en 1515. Las comentó ampliamente y llegó a decir que en Taulero había "...más sustancia de teología sólida y pura que en todos los doctores escolásticos de todas las universidades".

## Grandes discípulos de Tauler
- San Pablo de la Cruz.
- Juan de Dambach.
- En cierta medida, Marguerite Ebner